# Colynthaea coriacea
Colynthaea coriacea är en skalbaggsart som först beskrevs av Wilhelm Ferdinand Erichson 1848.  Colynthaea coriacea ingår i släktet Colynthaea och familjen långhorningar.
Artens utbredningsområde är Guyana. Inga underarter finns listade i Catalogue of Life.